# علم الأورام الجزيئي
علم الأورام الجزيئي هو تخصص طبي متداخل التخصصات يقع على الواجهة بين الكيمياء الدوائية وعلم الأورام ويشير إلى التحقيق في كيمياء السرطان والأورام على المستوى الجزيئي. كما يشمل تطوير وتطبيق العلاجات الموجهة جزيئيًا.

## الفروع الرئيسية
نجح علم الأورام الجزيئي في تحديد الجينات التي تشارك في تطور السرطان. وقد جمع البحث بين تقنيات متنوعة تتراوح بين علم الجينوم وعلم الأحياء الحاسوبي وتصوير الأورام والنماذج الوظيفية في المختبر وفي الجسم الحي لدراسة النمط الظاهري البيولوجي والسريري. وقد تعمل البروتينات التي تنتجها هذه الجينات كأهداف لأدوية العلاج الكيميائي الجديدة وعلاجات السرطان الأخرى أو فحوصات التصوير. ويستخدم العلماء مجموعة من التقنيات للتحقق من دور الجينات المرشحة الجديدة في تطور السرطان. والهدف النهائي هو ترجمة هذه النتائج إلى خيارات علاجية محسنة لمرضى السرطان.

### الجينات المستهدفة
هناك العديد من الجينات المختلفة التي يتم البحث عنها لعلاجات السرطان المحتملة. من بين أكثر الجينات التي تمت دراستها جين بي53 وجين PTEN. هذه الجينات هي منظمات رئيسية لدورة الخلية والمسارات الأخرى المشاركة في سلامة الخلايا والجينوم. من خلال إيقاف دورة الخلية، تضمن هذه الجينات أن الخلايا التالفة وراثيًا لا تنقل هذا الضرر إلى الخلايا الابنة. قد يتم إيقاف دورة الخلية مؤقتًا وإذا كان الضرر شديدًا بدرجة كافية، فقد تشير مسارات جين p53 وPTEN إلى موت الخلايا التالفة. يتم تصنيف كل من جينات p53 وPTEN على أنها كابتة للأورام لأن مساراتها تشرف على إصلاح الخلايا التي قد تتكاثر خارج نطاق السيطرة مع المواد الوراثية التالفة، مما يؤدي في النهاية إلى نمو السرطان إذا لم يتم السيطرة عليها. تُرى الطفرات في هذه الجينات في أكثر من نصف سرطانات البشر.

## العلاج الجزيئي المحلل للورم

### العلاج المناعي والعلاج الجيني
العلاج الجيني المناعي هو نهج مستهدف لعلاج السرطان حيث يتم التلاعب بالخلايا المناعية الفعلية للمريض وجيناته لإنتاج استجابة مضادة للورم. يتم استخدام الجهاز المناعي للجسم لمهاجمة الخلايا السرطانية، وبالتالي يمكن للجهاز المناعي مهاجمة الخلايا السرطانية المحددة بشكل طبيعي مرة أخرى في المستقبل إذا لزم الأمر. توجد العديد من أنواع العلاجات المناعية بما في ذلك عمليات زرع نخاع العظم وعلاجات الأجسام المضادة والتلاعبات المختلفة بالخلايا المناعية المضيفة لاستهداف الخلايا السرطانية وقتلها. المستقبلات الخلوية والمستضدات وجزيئات العامل المرافق هي بعض هذه التلاعبات الخلوية لاستهداف الخلايا السرطانية.
في العقود القليلة الماضية، ظهر العلاج الجيني كطريقة مستهدفة لعلاج السرطان. يقدم العلاج الجيني تسلسلات جينية غريبة للخلايا المريضة من أجل تغيير تعبير هذه الخلايا السرطانية التي تعمل مع جينومات تالفة بشدة. لا تتصرف الخلايا السرطانية مثل الخلايا الطبيعية، لذا فإن طرق تخليص الجسم من هذه الخلايا أكثر تعقيدًا. يعد التلاعب بالمسارات التي تتحكم فيها جينات معينة ومنظماتها فرعًا كبيرًا من أبحاث السرطان.